# Pelléova vila (Dobřichovice)
Pelléova vila (též Vila Pellé) je klasicizující obytný dům v Dobřichovicích, vybudovaný v 80. letech 19. století. Ve vile krátce bydlel francouzský generál Maurice Pellé.

## Historie
Vila byla postavena letech 1882–83 pro manžele Verichovy. Generál Pellé vilu koupil po svatbě s Jarmilou Braunerovou, neteří malířky Zdenky Braunerové, v roce 1921. V roce 1922 se manželům narodila dcera Maryška Pellé, která byla později rovněž majitelkou vily. Ve vile nicméně rodina strávila pouze jediný rok, a to 1923, jinak pobývala v Turecku. V září roku 1923 navštívil ve vile generála Pellého prezident T. G. Masaryk. V roce 1924 generál Pellé zemřel, vila poté patřila vdově Jarmile až do 50. let 20. století, kdy byla komunistickým režimem zabavena. Rodině byla stavba vrácena až v 90. letech 20. století v rámci restitucí. Maryška Pellé pak nechala vilu zrekonstruovat, po její smrti v roce 2014 byla nicméně vila prodána.

## Architektura
Autor původního architektonického návrhu je neznámý, autorem stavebních úprav z 20. let 20. století je František Buldra.
Jedná se o zděný patrový dům, umístěný samostatně v zahradě. Návrh je pojednán v klasicistním duchu. Fasáda je členěná lizénami, rizality, omítkovou pásovou rustikou. Sokl je kamenný. Valbová střecha je krytá bobrovkami.
Nápadným prvkem stavby je hranolová dvoupatrová věž umístěná na severovýchodním nároží. Zahradnímu (východnímu) průčelí dominuje trojosý rizalit s prosklenými dveřmi do zahrady. Na přízemní verandě v jižní fasádě jsou dochovány malované lidové motivy od Zdeňky Braunerové. Jedná se o jedinou nástěnnou malbu v jejím díle.
V interiéru domu se dochovalo několik cenných originálních prvků, například soubor dveří, schodiště, zábradlí a vybavení koupelny. Rovněž části oplocení jsou původní.